# 辻村楠造
辻村 楠造（つじむら くすぞう、1862年2月4日（文久2年1月6日） - 1952年（昭和27年）12月28日）は、日本の陸軍軍人。最終階級は陸軍主計総監（中将相当官）。

## 経歴
土佐国土佐郡潮江村（現高知市）で、土佐藩士・辻村光盛の長男として生まれる。1879年（明治12年）7月、陸軍教導団を卒業。同年9月、軍曹に任官。1882年（明治15年）2月、曹長に、1885年（明治18年）5月、歩兵少尉に進み歩兵第14連隊となる。1886年（明治19年）2月、教導団小隊長に就任し、1888年（明治21年）11月、歩兵中尉に昇進。1891年（明治24年）12月、陸軍経理学校に第1期監督学生として入校。1893年（明治26年）11月、同校を卒業して監督補に任官し、近衛師団監督部第2課長に就任。1895年（明治28年）11月、三等監督に昇進し台湾総督府付となる。同年12月、経理学校教官に転じた。
1899年（明治32年）7月、陸軍省経理局課員に就任し、同年12月、二等監督に進んだ。1900年（明治33年）5月、経理局衣糧課長に就任し、経理局主計課長に転じ、1902年（明治35年）11月、一等監督に昇進した。1903年（明治36年）5月、経理学校長に就任し、同年12月、一等主計正に任官。
1904年（明治37年）7月、第10師団経理部長に発令され日露戦争に出征した。1905年（明治38年）1月、遼東守備軍経理部長に転じた。1906年（明治39年）9月、関東都督府経理部長に就任し、1907年（明治40年）9月、主計監に進級。1908年（明治41年）4月、近衛師団経理部長となり、1909年（明治42年）8月、経理局長に就任。1913年（大正2年）3月、主計総監に進み、1914年（大正3年）5月に待命となり、同年8月、 予備役に編入された。
その後、戦友済生生命保険顧問、日本繊維化工社長、帝国在郷軍人会常務理事などを務めた。
1947年（昭和22年）11月28日、公職追放仮指定を受けた。

## 栄典
位階
- 1914年（大正3年）9月1日 - 正四位[6]

勲章等
- 1940年（昭和15年）8月15日 - 紀元二千六百年祝典記念章[7]